# Ерих Хартман
Е́рих А́лфред Ха́ртман – Буби (на немски: Erich Alfred Hartmann – Bubi) е германски въздушен ас, пилот-изтребител и офицер от Луфтвафе по време на Втората световна война. Постигнал е повече въздушни победи от всеки друг пилот в историята на въздушните боеве. По данни на германското командване, в хода на Втората световна война е извършил 1425 бойни полета, като в 825 въздушни боя има 352 бала от сваляне или повреда на противникови самолети (от тях 345 за съветски и 7 за американски). За това време неговият самолет Месершмит 109 пада 14 пъти заради повреди, причинени от отломките на сваления противников самолет или технически неизправности. При тези случаи Хартман винаги успява да скочи с парашут.
Хартман, който е пилот на безмоторен самолет преди войната, се присъединява към Луфтвафе през 1940 г. и завършва обучението си за пилот-изтребител през януари 1942 г. Назначен е в 52-ра изтребителна ескадра (на немски: Jagdgeschwader 52) на Източния фронт и има щастието да бъде поставен под ръководството на някои от най-опитните пилоти на Луфтвафе, което значително му помага да развие тактиката си. Хартман постига последната си 352-ра победа на 8 май 1945 г. няколко часа преди края на войната. За невисокия си ръст и младолик вид получава прякора Bubi (малчуган). Приятелите му го наричат „Русия германски рицар“, а противниковите летци – „Черния дявол“. Носител е на наградите: Знак „Изтребител“, златен, с надпис „1300“ (бойни полета), Знак „Пилот-наблюдател“, златен с диаманти, Почетен знак на Луфтвафе (13 септември 1943), Германски кръст, златен (17 октомври 1943), Железен кръст 2-ра и 1-ва степен, Рицарски кръст (29 октомври 1943), с Дъбови листа (2 март 1944), Мечове (2 юли 1944), Диаманти (25 август 1944).
След края на войната заедно с останалата част от 52-ра изтребителна ескадра той се предава на Армията на САЩ, но е предаден на Червената армия съгласно предварително споразумение между съюзниците от 1944 г. Осъден е за военни престъпления и изпратен в лагер за принудителен труд. През това време отказва да служи във ВВС на Източна Германия и прекарва десет и половина години в съветските лагери ГУЛАГ. Освободен е през 1955 г. и се завръща се в ГФР.

От 1956 до 1970 г. служи като офицер в Луфтвафе на Бундесвера, където е командир на 71-ва изтребителна ескадра „Рихтхофен“ и завършва военната служба със звание оберст (полковник). След това става цивилен летателен инструктор.
Реабилитиран е през януари 1997 г. от руското правителство, като правоприемник на Съветския съюз.

## Детство и юношество
Ерих Хартман е роден в град Вайсах, Вюртемберг, на 19 април 1922 година. Има по-малък брат, Алфред, който също служи в Луфтвафе по време на Втората световна война (като стрелец на Юнкерс 87 в Северна Африка; прекарва четири години като английски военнопленник). Част от детството си двамата прекарват в Китай, тъй като баща им иска да избегне икономическите трудности във Ваймарската република. С помощта на братовчед си, който работи като консул в немското посолство в Пекин, бащата на Ерих успява да си намери работа. Пристигайки в град Чанша, той установява, че условията за живот в Китай са много по-добри и довежда семейството си. През 1928 г. обаче се налага да се върнат в Германия заради започналата в Китай гражданска война. Местното население става враждебно към чужденците и започва нападения над дипломати. Елиза Хартман и двете ѝ деца напускат спешно страната. Пътуват по Транссибирската магистрала, което е и първата среща на Ерих със СССР.
Не след дълго семейството се събира в град Вайл им Шьонбух, Вюртемберг, Германия. Тук Хартман започва да се интересува от авиацията. Присъединява се към програмата за подготовка на планеристи, организирана от възраждащите се военновъздушни сили. Майка му Елиза е една от първите жени-пилоти. Семейството дори си купува малък самолет, но през 1932 г. е принудено да го продаде заради икономическия колапс на Германия. След като на власт идват националсоциалистите, летателните школи получават подкрепата на новото правителство и Елиза Хартман създава във Вайл им Шьонбух школа, в която 14-годишният Ерих получава пилотско свидетелство, а на 15-годишна възраст става инструктор на една от планерните групи на Хитлерюгенд.
Ерих се обучава в средното училище (април 1928 – април 1932) във Вайл им Шьонбух, гимназията в Бьоблинген (април 1932 – април 1936 г.) и Националния институт за политическо образование в Ротвайл (април 1936 – април 1937 г.). През 1937 г. постъпва в гимназията в Корнтал Мюнхинген, където през октомври 1939 г. се запознава с бъдещата си съпруга Урсула („Уш“), по онова време 15-годишна.

## Кариера в Луфтвафе

### На бойното поле (1940 – 1943)
Хартман започва военното си обучение на 1 октомври 1940 г. в 10-и авиополк в Нойкурен. На 1 март 1941 г. е преместен във Второ военно-летателно училище (Luftkriegsschule 2) в Берлин. Първият му полет с инструктор е четири дни по-късно, а самостоятелните му полети започват само три седмици след това. Завършва основната си подготовка през октомври 1941 г. По време на обучението Ерих показва отлични умения като стрелец, а в края на подготовката си вече владее до съвършенство изтребителя си. Започва висши курсове за въздушна стрелба в Лахен-Шпейердорф (сега Нойщат ан дер Вайнщрасе) на 1 ноември 1941 г. Обучението му там привършва на 31 януари 1942 г., и в периода 1 март – 20 август 1942 г. се обучава да лети на Месершмит 109 във Второ училище за пилоти-изтребители (Jagdfliegerschule 2) в град Цербст.
Периодът на обучение на Хартман не преминава без драматични събития. По време на третия си боен полет Хартман се оказва в средата на въздушен бой, обърква се и допуска редица грешки: не запазва мястото си във формацията, попада в зоната на обстрел на водещия самолет и при опит да се приземи поврежда самолета си. В резултат на това е отстранен от полети за три дни. При тренировъчен полет над Цербст на 24 август 1942 г. той нарушава правилата за сигурност, изпълнявайки елементи от висшия пилотаж. Наказан е с домашен арест и глоба, но това наказание вероятно му спасява живота – пилотът, който го замества на следващия ден, претърпява авария и загива.
През октомври 1942 г., след завършване на обучението в запасната изтребителна група „Изток“, Хартман е назначен в 52-ра изтребителна ескадра, базирана в Северен Кавказ. След като пристига в снабдителната база на Луфтвафе в Краков, Ерих Хартман и още трима други пилоти летят на напълно непознатия им Юнкерс 87 „Щука“. Това завършва с местен погром и два разбити самолета. Пилотите са изпратени с транспортен самолет. Сраженията на Източния фронт се водят на дълбочина до 1200 км над съветска територия, и Хартман трябва да води въздушни боеве над неизвестен терен. 52-ра ескадра вече има натрупан опит и слава в Германия. В нея летят много от най-добрите асове на Луфтвафе, сред които е Валтер Крупински (197 свалени самолета, 16-и в света) – първи командир и наставник на Хартман. Там е и обер-фелдфебел Паул Росман, който не обича да влиза във „въздушна въртележка“, а да атакува от засада. Щателно проучена, тактиката „виж-реши-атакувай-отстъпи“ ще донесе на Ерих Хартман първото място в неформалното съревнование на най-добрите асове на света и 352 въздушни победи. Когато командир на ескадрата става Крупински, Ерих е 20-годишен новобранец, изглеждащ много по-млад от годините си. Затова Крупински постоянно го нарича „Bubi“ (дете, момченце), и този прякор му остава трайно.
На 5 ноември 1942 г. Хартман сваля първия си самолет, Ил-2 от състава на 7-и гвардейски щурмови авиационен полк, но малко след това е свален от атакуващ от засада съветски изтребител ЛаГГ-3. Отнема му близо три месеца да постигне следващата победа. На 27 януари 1943 г. сваля изтребител МиГ. Хартман постепенно натрупва летателен опит, наблягайки на ефективността на първата атака. С времето този опит започва да дава плодове: по време на Курската битка през юли 1943 г. той сваля за един ден 7 самолета, през август 1943 г. вече има в сметката си 49, а през септември добавя към тях още 24 свалени самолета. Достига 100 въздушни победи на 20 септември 1943 г.

### Зад фронтовата линия (1943)
В края на лятото на 1943 г. Ерих Хартман вече има 90 победи, но на 19 август при атака на поредния Ил, самолетът му получава повреди и той е принуден да извърши принудително кацане зад фронтовата линия. Обстоятелствата са следните: командирът на ескадра Дитрих Храбак заповядва на подразделението на Хартман да поддържа пикиращите бомбардировачи Щука от ескадра Sturzkampfgeschwader 2, водени от известния ас на щурмовата авиация Ханс-Улрих Рудел, но ситуацията неочаквано се променя и на немските летци им се налага да се справят с множество изтребители Як-9 и ЛаГГ-5. Хартман успява да свали 2 самолета преди осколките от последния да повредят неговия Месершмит. След проблемно приземяване зад фронтовата линия Хартман вижда от самолета си приближаващите се съветски войници. Успява да ги заблуди, че е тежко ранен. Качен е на камион, където изчаква подходящия момент, нископрелитаща Щука. Шофьорът на камиона и двамата му охранители изкачат от камиона в търсене на укритие, а Хартман побягва в обратна посока. Укрива се през деня, а през нощта успява да се добере до частта си, преминавайки фронтовата линия. Пристигайки при своите, Хартман е обстрелян от часови, който не вярва, че се завръща свален пилот. За негов късмет, куршумът само разкъсва панталона му.

### Дъбови листа (1943)
На 29 октомври 1943 г. лейтенант Хартман е награден с Железен кръст, след като сваля 148 самолета, а на 13 декември отбелязва 150-а си въздушна победа. До края на 1943 г. в сметката му са записани 159 победи. В началото на 1944 г. е назначен за командир на 7-а ескадрила от 52-ра изтребителна ескадра, а няколко седмици по-късно за началник на отдела за бойните операция на ескадрата. За първите два месеца на 1944 г. Хартман има още 50 победи, а скоростта, с която ги печели, постоянно нараства. Тези резултати предизвикват съмнение във Върховния щаб на Луфтвафе, победите му са препроверявани по два-три пъти, а полетите му са наблюдавани от специално назначен пилот. На 2 март сваля 10 самолета и достига 202 победи. По това време съветските летци вече знаят позивната на Хартман Карайа 1, а командването на Съветската армия определя награда за главата му от 10 000 рубли. По това време Хартман лети на самолети, украсени с черно лале (с многолъчна звезда, изрисувана отпред). Смята се, че заради това съветските летци са го нарекли „Черния дявол от юга“, „Черния“ или „Дявола“.
Съветските пилоти започват да разпознават характерната рисунка и да избягват срещи с Хартман. Това го кара да даде самолета си на неопитните летци (предполага се, че така ще са в по-голяма безопасност) и да полети на Месершмит с обикновени цветове. На новия му самолет има нарисувано само пронизано от стрела сърце и надпис „Урсула“. През следващите 2 месеца, той реализира над 50 победи. На 21 март 1944 г. Ерих Хартман печели 350-а въздушна победа за 52-ра ескадра.
През същия месец Герхард Баркхорн, Валтер Крупински и Йоханес Визе са повикани в щаба на Хитлер и са им връчени награди. Баркхорн е награден с „Мечове към Рицарския кръст“, а на Хартман, Крупински и Визе са връчени „Дъбови листа към Кръста“. Епизодът има комичен оттенък: докато пътуват с влака, летците се напиват и пристигат в резиденцията олюлявайки се. Адютантът на Хитлер от Луфтвафе майор Николаус фон Белоу е в шок. След като Хартман идва на себе си, взима от закачалката офицерска фуражка за да я премери, с което предизвиква паника у фон Белоу – оказва се, че това е фуражката на Хитлер.

### Отбраната на Райха (срещу САЩ)
На 21 май 1944 г. Хартман за първи път води въздушен бой с ВВС на САЩ над Букурещ, Румъния. Прикривайки своето звено, атакува 4 американски самолета. Сваля 2 изтребителя P-51 Мустанг), другите 2 свалят другарите му. На 1 юни 1944 г. Хартман сваля 4 Мустанга при един полет над нефтените полета край Плоещ, Румъния. Месец по-късно, при петия си бой с американски изтребители, той сваля още 2 Мустанга, но зад него се залепват други 8. Докато маневрира интензивно, Хартман хваща на прицел един P-51, но открива, че е свършил боеприпасите, а и скоро ще му свърши горивото, и скача с парашут. Парашутът е лесна мишена за преследващите го. Един от изтребителите се откъсва от групата и полетява към него, но в последния момент се връща, махайки с крила за сбогом.
На 4 юли 1944 г. е награден лично от Хитлер с Рицарския кръст с дъбови листа и мечове.

### Диаманти (1944)
На 17 август 1944 г. Ерих Хартман става първи летец-изтребител в света по брой въздушни победи, задминавайки ранения си колега в 52-ра ескадра Герхард Баркхорн, с неговите 274 победи. Към 24 август 1944 г. личната сметка на Хартман достига 300 свалени самолета. През този месец сваля 78 съветски самолета, 19 от тях в рамките на два дни. За този резултат на 25 август е награден с Рицарски кръст с дъбови листа, мечове и диаманти. Едва 27 души в германските въоръжени сили са наградени с отличието. Диамантите по традиция връчва самият Хитлер. След неуспешния атентат на Клаус фон Щауфенберг от 20 юли 1944 г., охраната на Хитлер изисква военните да предават личното си оръжие преди аудиенцията. Хартман обаче отказва и заявява, че няма да приеме диамантите, ако демонстрират към него недоверие и му отнемат пистолета. След като се посъветват с полковник Николаус фон Белоу – адютанта на Хитлер, на Хартман е разрешено да запази оръжието си.

Освен наградата Хартман получава и кратък домашен отпуск, и на 10 септември 1944 г. се жени за дългогодишната си приятелка Урсула Паеч (1924 – 1996).
Хартман вече е жива легенда и командването на Луфтвафе иска да го снеме от бойни полети, за да се избегнат негативните пропагандни последици, ако той загине. Той получава ново назначение – изпитател на реактивните Месершмит 262. Пускайки в действие всичките си връзки, Хартман успява да се завърне на фронта и продължава да лети.
До края на войната Хартман има над 1400 полета, в 825 от които води въздушни боеве. Самият Хартман често казва, че за него по-скъп от всички победи е фактът, че за цялата война не е изгубил нито един подчинен.

### Тактика в боя
Предпочитаната тактика на Хартман е ударът от засада. Според него 80% от свалените от него пилоти са силно изненадани. Използвайки мощния двигател на своя Месершмит 109, Хартман атакува или по вертикала отдолу в сляпата зона на противника или отгоре с голяма скорост. Най-често използваният от него метод за атака е да води огън от извънредно близка дистанция. Тази тактика има определени предимства пред стрелбата отдалеч:
- разкрива местоположението си в последния възможен момент;
- компенсира недостатъците и бавната стрелба на 30-мм авиационно оръдие MK-108 с което са въоръжени самолетите Bf 109 от по-късните варианти G6, както и Bf 109 G10, Bf 109 G14 и Bf 109 K;
- позволява по-добро групиране на изстрелите с минимум разход на муниции;
- затруднява противника да вземе ответни мерки.

Недостатък на тази тактика обаче е рискът от повреда на собствения самолет от отломките на противниковия.
Хартман разработва и използва нови тактики на въздушния бой. Един от най-известните е защитният маньовър – отстъп с използване на отрицателно претоварване, известен сред летците като „тактиката на Хартман“. Използва се, когато противникът е в задната полусфера (откъм опашката на своя самолет), когато дистанцията позволява да се открие огън и положението е практически безизходно. При такава ситуация Хартман прави рязък вираж, принуждавайки противника да направи още по-рязък вираж, за да постигне добра позиция за стрелба (класическа тактика на боя с виражи). При такъв подход, като правило, противникът трябва да надигне носа на самолета си толкова, че той закрива обзора, и противниковият летец губи от поглед самолета на Хартман. Именно в този момент Хартман отпуска руля и излиза от вираж, възползвайки се от смяната на положителното с отрицателно претоварване. След този маньовър, противникът не разбира къде е изчезнал самолетът на противника, и се озовава в неизгодно положение.
Хартман не се опитва да гони опашката на противника, считайки боя с изтребителите за загубено време. Самият той описва тактиката си така: „видях – прецених – атакувах – измъкнах се“.

## Последни месеци на войната и арест
От 1 до 14 февруари 1945 г. Ерих Хартман командва за известно време I звено на 53-та изтребителна ескадра, като по това време е на длъжност Командир на група (на немски: Gruppenkommandeur), преди да бъде сменен от Хелмут Липферт. През март 1945 г., когато броячът на Хартман отчита 336 въздушни победи, Адолф Галанд за втори път го кани да лети на новите реактивни Me 262 и да се присъедини към 44-ти изтребителен отряд. Хартман отново отказва. На длъжността командир на I звено на 52-ра ескадра, той печели 350-а си победа на 17 април 1945 г. в небето над Чехословакия.
Последната победа на Хартман е спечелена в последния ден на войната в Европа – 8 май 1945 г. над чешкия град Бърно. В този ден, рано сутринта му е заповядано да проведе разузнавателен полет над позициите на съветските войски. Излита с екипажа си в 8:30 ч. и скоро след това забелязват първите руски подразделения още на 40 км от мястото на излитане. Прелитайки, вижда два изтребителя Як-9, изпълняващи различни акробатически фигури за радост на придвижващите се войски. Хартман решава да се намеси, гмурка се надолу от височина 3700 метра и сваля първия изтребител от 200 метра. Докато се прицелва във втория, изведнъж забелязва в далечината над целта група самолети, приближаващи от запад – оказва се, че това са американски ”Мустанги”. Застрашен да бъде притиснат между руските и американските самолети, Хартман решава да се спусне пределно ниско и да се скрие от преследвачите в плътно стелещия се над града черен дим. След като се приземява се оказва, че летището се намира в зоната на обстрел на съветската артилерия, поради което неговият самолет Карайа 1, още 24 Месершмита и много боеприпаси са унищожени. Като командир на I звено на 52-ра изтребителна ескадра, Ерих Хартман решава да се предаде на американската 90-а пехотна дивизия.
По-късно немските военнослужещи, сражавали се срещу съветските войски, са предадени на СССР, в съответствие с Ялтенските споразумения.

### Обвинения във военни престъпления и следвоенни години
След войната срещу Хартман са повдигнати редица обвинения за военни престъпления, сред които, че е заповядал разстрела на 780 цивилни руснаци в Брянск, че е атакувал на 23 май 1943 г. фабрика за хляб и че е унищожил 345 съветски самолета. Затова в СССР той е предаден на съд. Хартман отказва да се признае за виновен и води сам защитата си, което е пълна загуба на време, защото всичко зависи от руските съдии. Осъден е на 25 години принудителен труд по обвинение във военни престъпления, както и за нанасяне на големи щети на съветската икономика, изразяващи се в унищожаването на голям брой самолети.
По време на пленничеството си получава предложение от Херман Граф (лидер на фракция „Антифа“ сред немските затворници) да се присъедини към просъветската Източно германска Национална народна армия (Volksarmee), но той отказва. Хартман обявява гладна стачка и минават 4 дни, преди руснаците да започнат да го хранят принудително.
Хартман е осъден на 25 години каторжен труд, но отказва да работи. Подложен е на нечовешки условия по време на цялото си пленничество, включително строг тъмничен затвор при пълна изолация. Хвърлен е в карцер, което подбужда другарите му към протести. Започват вълнения и пазачите са принудени да го освободят. Хартман пише жалба до коменданта на лагера, в която иска среща с представител на Москва и международна инспекция, както и съд, за да бъде отменена незаконната присъда. Това му е отказано и той е прехвърлен в друг лагер в Новочеркаск, прекарвайки 5 месеца в карцер. Накрая Хартман отново е изправен пред трибунал, който потвърждава присъдата. Изпратен е в друг лагер в Дятерка в планината Урал.
През 1955 г. майката на Хартман пише на новия западногермански канцлер Конрад Аденауер, за да иска освобождаването му. Свободата на Хартман, както и тази на други 16 000 немски военнослужещи, е получена като част от търговско споразумение между двете страни.
След като прекарва заточен над 10 години в руски концентрационни лагери (ГУЛАГ), той е сред последните затворници, освободени през 1955 г. и върнати в Западна Германия. Там той отново се събира с жена си Урсула. По време на дългото пленничество на Хартман му се ражда син – Ерих-Петер, роден през 1945 г. Петер умира тригодишен през 1948 г., без да види баща си. По-късно Хартман има дъщеря, Урсула Изабел, родена на 23 февруари 1957 г.
През януари 1997 г. руското правителство, като правоприемник на Съветския съюз, реабилитира Хартман, като приема, че присъдата му за военни престъпления е била неправомерна.

### В Луфтвафе на Бундесвера (1956 – 1970)
През 1956 г. Хартман става офицер от новосъздадените Военновъздушните сили на ФРГ и командва 71-ва изтребителна ескадра „Рихтхофен“. Той е първият Geschwaderkommodore на ескадрата. Многократно пътува до САЩ, където обучава американски пилоти.
След въоръжаването на Луфтвафе с американски самолети F-104 „Старфайтер“ Хартман отправя много критики затова, че в летателни произшествия ВВС на ГФР загубва примерно 292 самолета (около 30 % от всички) и загиват 116 пилоти. Подава оставка от Бундесвера през 1970 г., основно поради противопоставянето си на разполагането на F-104 Старфайтер в Луфтвафе и последвалите сблъсъци с началниците си.

## Последни години
След края на военната си кариера Хартман работи като авиоинструктор близо до Бон и лети в групата за висш пилотаж заедно с Адолф Галанд. Получава стенокардия и е принуден да се откаже от летенето. Хартман умира на 20 септември 1993 г. във Вайл им Шьонбух, Германия

## Звания
Ерих Хартман постъпва във Вермахта на 1 октомври 1940 г. Първото му назначение е в гр. Нойкирхен в Източна Прусия, където получава базова военна подготовка.
| Страна | Дата             | Звание                          |
|        | 31 март 1942     | Лойтнант (Лейтенант)            |
|        | 1 юли 1944       | Оберлойтнант (Старши лейтенант) |
|        | 1 септември 1944 | Хауптман (Капитан)              |
|        | 8 май 1945       | Майор                           |
|        | 12 декември 1960 | Оберстлойтнант (Подполковник)   |
|        | 26 юли 1967      | Оберст (Полковник)              |

## Награди
- Германски знак „Изтребител“ (?) – златен с надпис „1300“ (бойни полета)[40]
- Германски знак „Пилот-наблюдател“ (?) – златен с диаманти[40]
- Германски почетен знак на Луфтвафе (13 септември 1943)[40]
- Орден „Германски кръст“ (1943) – златен (17 октомври 1943)[41]
- Германски орден „Железен кръст“ (?) – II (?) и I степен (?)
- Рицарски кръст с дъбови листа, мечове и диаманти
  - Носител на Рицарски кръст (29 октомври 1943)[42]
  - Носител на Дъбови листа № 420 (2 март 1944)[43]
  - Носител на Мечове № 75 (2 юли 1944)[44]
  - Носител на Диаманти № 18 (25 август 1944)[45]
- Упоменат 2-пъти в ежедневния доклад на „Вермахтберихт“[40]

## Упоменаване във „Вермахтберихт“
| Дата           | Оригиналния немски текст във „Wehrmachtbericht“ | Буквален превод на български |
| 24 август 1944 | Oberleutnant Hartmann erhöhte am gestrigen Tage mit dem Abschuß von 8 Sowjetflugzeugen die Zahl seiner Luftsiege auf 290 | Вчера старши лейтенант Хартман, сваляйки 8 съветски самолета, повиши броя на своите въздушни победи до общо 290. |
| 25 август 1944 | In Luftkämpfen und durch Flakartillerie verloren die Sowjets gestern 58 Flugzeuge. Hiervon schoß der mit dem Eichenlaub zum Ritterkreuz des Eisernen Kreuzes ausgezeichnete Oberleutnant Hartmann, Staffelkapitän in einem Jagdgeschwader, allein 11 Flugzeuge ab und errang damit seinen 301. Luftsieg | Във въздушни боеве и под обстрел от земята, Съветите вчера загубиха 58 самолета. От тях, старши лейтенант Хартман, награден с Дъбови листа към Рицарския кръст на Железния кръст, Командир на ескадрила в Изтребително авиационна ескадра, сам свали 11 самолета и така постигна своята 301-ва въздушна победа. |

## Сравнение с други въздушни асове
През Втората световна война най-добрият американски въздушен ас Ричърд Бонг е постигнал едва около 40 въздушни победи. На първо място сред негерманските въздущни асове е финландецът Юуутилаинен с 94 въздушни победи, след него е японецът Нишизава с над 87 победи.
От съветските летци, към края на края на войната има едва седем пилоти унищожили повече от 50 противникови самолета. Най-резултатния съветски въздушен ас е Иван Кожедуб, постигнал 62 победи.
- ((en)) Deac, Wil. WWII Air War, The Men, The Machines, The Missions.   Stamford, Connecticut, Cowles Enthusiast Media, 1998. ISBN 1-558-36193-6.
- ((en)) Kaplan, Philip. Fighter Aces of the Luftwaffe in World War WWII.   Auldgirth, Dumfriesshire, UK, Pen & Sword Aviation, 2007. ISBN 184415460 – 2.
- ((de)) Sims, Edward H. Jagdflieger. Die Großen Gegner von einst.   Stuttgart, Deutschland, Motorbuch Verlag, 1982. ISBN 3879431159.
- ((de)) Toliver, Raymond F. и др. Holt Hartmann vom Himmel!.   Stuttgart, Germany, Motorbuch Verlag, 1985. ISBN 3-87943-216-3.
- ((en)) Toliver, Raymond F. и др. The Blond Knight of Germany.   New York, McGraw-Hill, 1986. ISBN 0-8306-8189-2.
- ((de)) Weiß, Hermann. Biographisches Lexikon zum Dritten Reich.   Frankfurt am Main, Deutschland: Fischer, 2002. ISBN 3596130867.
- ((en)) Weal, John. Bf 109 Aces of the Russian Front.   Osprey Publishing, 2003. ISBN 1-84176-084-6.
- ((en)) Williamson, Gordon и др. Knight's Cross With Diamonds Recipients: 1941 – 45.   Osprey Publishing, 2006. ISBN 1841766445.
- ((en)) Списание „Авиоклуб Криле“, 1996 – 01

1. ↑  Günther Wagenlehner: Die russischen Bemühungen um die Rehabilitierung der 1941 – 1956 verfolgten deutschen Staatsbürger – Dokumentation und Wegweiser. Bonn 1999, ISBN 3-86077-855-2, S. 36 f.
2. ↑  Raymond F. Toliver, Trevor J. Constable: Holt Hartmann vom Himmel! Die Geschichte des erfolgreichsten Jagdfliegers der Welt. Motorbuch-Verlag, 60. Auflage, Stuttgart 2001, ISBN 3-87943-216-3.
3. ↑  Toliver & Constable 1986, стр. 12
4. ↑  Berger 1999, с. 107.
5. 1 2  Berger 1999, стр. 107
6. ↑  Toliver & Constable 1986, стр. 15, 16
7. ↑  Toliver and Constable 1986, стр. 24
8. ↑  Kaplan 2007, стр. 89
9. 1 2 3 4 5 6  Williamson 2006, стр. 45 – 47
10. ↑  Toliver and Constable 1986, стр. 31
11. 1 2  Toliver & Constable 1986, стр. 296.
12. 1 2  Kaplan 2007, стр. 90.
13. 1 2 3 4 5 6 7  Мюллер, Джин и др. Командиры „Третьего Рейха“.   Русич, 1997. ISBN 5-88590-778-1.
14. ↑  Toliver and Constable 1986, стр. 31.
15. ↑  Toliver and Constable 1986, стр. 32 – 33.
16. 1 2 3  Toliver and Constable 1986, стр. 46 – 47, 54, 61, 84
17. ↑  Toliver and Constable 1986, стр. 50
18. ↑  Toliver and Constable 1986, стр. 66 – 67
19. ↑  Deac 1998, стр. 34
20. ↑  Weal 2001, стр. 73
21. ↑  Kaplan 2007, стр. 104 – 105
22. ↑  Weal 2003a, стр. 74
23. ↑  Toliver and Constable 1986, стр. 9 – 11
24. ↑  Kaplan 2007, стр. 115
25. ↑  Toliver and Constable 1985, стр. 177 – 182, 339
26. 1 2 3  Kaplan 2007, стр. 116
27. ↑  Miller, David A. Die Schwertertraeger Der Wehrmacht: Recipients of the Knight's Cross with Oakleaves and Swords.   Merriam Press, 1997. ISBN 1576380254. с. 42.
28. ↑  Weal 2001, стр. 78
29. ↑  Weal 2003a, стр. 71
30. ↑  Toliver and Constable 1986, стр. 142 – 143
31. ↑  Spick 1996, стр. 201
32. ↑  Kaplan 2007, стр. 117
33. ↑  Kaplan 2007, стр. 118
34. 1 2  Kaplan 2007, стр. 122
35. ↑  Kaplan 2007, стр. 120
36. ↑  Kaplan 2007, стр. 122 – 123
37. ↑  Toliver and Constable 1986, стр. 255 – 256
38. ↑  Kaplan 2007, стр. 125
39. ↑   Ветеран СС у могил боевых товарищей, архив на оригинала от 9 юни 2009, https://web.archive.org/web/20090609150625/http://www.agentura.ru/dossier/izrail/people/aralov/nazi3/, посетен на 14 декември 2008
40. 1 2 3 4  Berger 1999, стр. 105
41. ↑  Patzwall & Scherzer 2001, стр. 166
42. ↑  Fellgiebel 2000, стр. 214
43. ↑  Fellgiebel 2000, стр. 79
44. ↑  Fellgiebel 2000, стр. 43
45. ↑  Fellgiebel 2000, стр. 37
46. ↑  Murawski 1962, стр. 248
47. ↑  Murawski 1962, стр. 249

- Биография на Хартман в сайта „Бойна слава“
- ((en)) Последното интервю на Хартман[неработеща препратка] – hotlinecy.com

|  | Тази статия е включена в списъка на избраните на 19 май 2009 г.. Тя е оценена от участниците в проекта като една от най-добрите статии на български език в Уикипедия. |